# عبد الله بن حوالة الأزدي
أبو حوالة عبد الله بن حوالة الأزدي ويعرف باسم أبي حوالة الأردني من الأزد، من أصحاب نبي الأسلام محمد، يكنى أبي حوالة، من أهل الصفة. وفقا لتقرير الواقدي،: كان أبو حوالة من بني مَعيص بن عامر بن لُؤيّ، ويكنى أبا محمّد، وكان يسكن الأردنّ. اشتهر بمكانته كأحد الصحابة الذين نقلوا الحديث الشريف وشاركوا في بناء الأمة الإسلامية خلال فترة الرسالة النبوية.

## النسب
حسب قول الهيثم بن عديّ، ينتسب الصحابي الجليل عبد الله بن حوالة الأزدي إلى قبيلة حوالة من الأزد وهي قبيلة قحطانية، وهو الأشهر في ابن حَوَالة أنه أزديّ، وقد قَالَ ابن الأثير الجزري، يمكن أن يكون حليفًا لبني عامر، وأصله من الأزد. وقال ابن حجر، أنه أنكر كونه من الأزد ابن حبان، و إنما هو الأرْدُنيّ، بالراء وبعد الدال نون ثقيلة، لكونه نزلها. وقال السمعاني، أبو حوالة عبد الله بن حوالة الأزدي من الأزد بن غوث.

## مكانته في الإسلام
- صحبته للنبي صلى الله عليه وسلم: كان عبد الله بن حوالة من الصحابة الذين بايعوا النبي محمد صلى الله عليه وسلم وأخذوا عنه العلم.
- رواية الحديث: اشتهر أبو حوالة بروايته لأحاديث عن النبي صلى الله عليه وسلم، وكان يُعرف بدقته وأمانته في نقل الحديث. من بين الأحاديث التي رواها:

قال رسول الله صلى الله عليه وسلم:
"سيصير الأمر إلى أن تكونوا جنوداً مجندة: جندٌ بالشام، وجندٌ باليمن، وجندٌ بالعراق."
فقال عبد الله بن حوالة: "اختر لي يا رسول الله إن أدركت ذلك."
فقال: "عليك بالشام، فإنها صفوة الله من أرضه، يجتبي إليها صفوته من عباده..." [رواه الإمام أحمد].

## دوره في الجهاد
شارك عبدالله بن حوالة في الغزوات منها:
- غزوة بدر: يُقال أن عبد الله بن حوالة شارك في غزوة بدر الكبرى، التي كانت أول معركة فاصلة بين المسلمين والمشركين. هذه المعركة كانت بمثابة نقطة تحول مهمة في تاريخ الإسلام، وأثبت فيها المسلمون قوتهم واستحقاقهم للثبات في مواجهة أعدائهم.
- غزوة أحد: في غزوة أحد، شارك عبد الله بن حوالة في الدفاع عن النبي محمد صلى الله عليه وسلم والمجاهدين. كانت هذه الغزوة صعبة ومؤلمة للمسلمين، ولكن عبد الله وأمثاله من الصحابة أظهروا شجاعة وصبرًا في وجه المشركين.
- غزوة الخندق: شارك عبد الله بن حوالة في غزوة الخندق، حيث حفر المسلمون خندقًا حول المدينة المنورة لحمايتها من هجوم قريش. كانت هذه الغزوة تمثل تحديًا استراتيجيًا للمسلمين، وشارك فيها الصحابة بإرادة قوية.

### الجهاد في الشام
بعد وفاة النبي محمد صلى الله عليه وسلم، كان عبد الله بن حوالة من بين الصحابة الذين توجهوا إلى الشام للانضمام إلى الجيوش الإسلامية هناك. في تلك الفترة، كان المسلمون في حالة جهاد مستمر ضد الإمبراطورية البيزنطية، وقد جرت معركة اليرموك الشهيرة والتي كانت من أعظم انتصارات المسلمين على الروم.
معركة اليرموك: يُقال إن عبد الله بن حوالة كان له دور بارز في هذه المعركة الكبرى. بالرغم من أن المصادر لا تذكر تفاصيل دقيقة عن مشاركته، إلا أن المجاهدين الذين انطلقوا إلى الشام مع الصحابي الجليل يُحتمل أنهم شاركوا في هذه المعركة التاريخية التي رسخت قدماً للمسلمين في تلك المنطقة.

## أثره
- الدعوة والجهاد: كان الجهاد بالنسبة لعبد الله بن حوالة ليس فقط في القتال ولكن أيضًا في نشر تعاليم الإسلام. بعد فتح الشام، شارك في تعليم الناس الإسلام وإرشادهم إلى المبادئ الإسلامية. كانت الأجيال القادمة تعتبر عبدالله من المراجع التي تُنقل إليها تعاليم الإسلام.

## وفاته
يُعتقد أن عبد الله بن حوالة الأزدي قد توفي في الشام بعد أن استقر فيها بناءً على وصية النبي محمد صلى الله عليه وسلم.
قال ابن عبد البر، عبد الله بن حوالة تُوفِّي بالشام سنة ثمانين, خلاف ما قال الواقدي سنة 58 هـ. في آخر خلافة معاوية عن عمر يناهز اثنتين وسبعين سنة. ولا تزال سيرته العطرة تُخلد اسمه ضمن قائمة الصحابة الذين ساهموا في بناء الدولة الإسلامية.